# Altlünen
Altlünen (bestehend aus den Ortschaften Alstedde, Nordlünen und Wethmar) ist eine ehemalige Gemeinde und umfasst den gesamten Nordteil der Stadt Lünen, dieser gelegen im jetzigen nordrhein-westfälischen Kreis Unna.

## Geographie

### Lage
Altlünen liegt am Südrand des Münsterlandes, nördlich der Lippe, die südwestlich des Ortsteiles Alstedde diesen seitlich durchfließt.

### Ortsteile
Altlünen besteht aus den drei gewachsenen Ortsteilen (früher: Bauerschaften) Alstedde, Nordlünen und Wethmar. Nach dem Zusammenschluss Altlünens mit Lünen bzw. der Eingemeindung in die Stadt Lünen (1. Januar 1975, § 14 Ruhrgebiet-Gesetz) sind sie Ortsteile und durch künstliche Grenzverschiebungen zugleich so genannte statistische Bezirke, wodurch innerhalb der (Alt-)Gemeinde Altlünen die früheren Grenzen sehr deutlich verändert wurden, was sich daher auch in der unterschiedlichen Einwohnerentwicklung niederschlug. So haben jetzt der statistische Bezirk Alstedde eine Größe von nur noch 5,22 km², der statistische Bezirk Nordlünen (nicht zu verwechseln mit dem südlich direkt angrenzenden Bezirk Lünen-Nord, obwohl sich in letzter Zeit die Grenzen und Bezeichnungen etwas verwischen) eine Größe von 10,58 km² und der statistische Bezirk Wethmar eine Größe von nur noch 2,52 km², insgesamt für das frühere Altlünen also 18,32 km².
Der statistische Bezirk Alstedde liegt jetzt vollständig südlich der Bahnstrecke Dortmund–Gronau, der statistische Bezirk Wethmar liegt jetzt vollständig südlich der Bahnlinie Dortmund–Lünen–Münster (Der Lüner), während der statistische Bezirk Nordlünen, dem große Teile von Alstedde und Wethmar zugeschlagen wurden, jetzt vollständig nördlich dieser beiden Bahnlinien gelegen ist. Durch diese Aufteilung befindet sich z. B. das Gut Alstedde, seit jeher in Alstedde gelegen, jetzt im statistischen Bezirk Nordlünen. Der Fußballverein TuS Westfalia Wethmar e. V. spielt nun nicht mehr in Wethmar, sondern durch die Neuaufteilung im statistischen Bezirk Nordlünen.
Das trifft auch für den Kleingartenverein Wethmar zu.
Alle drei Ortsteile gehören zur Gemarkung 1867 Altlünen. Nördlich von Alstedde schließt sich das Naturschutzgebiet Alstedder Mark an, nördlich von Nordlünen das Naturschutzgebiet Nordlüner Mark an.

## Geschichte
Zahlreiche archäologische Funde belegen, dass das Gebiet Altlünens schon während der Steinzeit eine Siedlungsstätte war. 1869/70 fand Franz Hülsenbeck aus Paderborn bei Ausgrabungen in Alstedde ein Urnengräberfeld. 1909 wurde ein Großsteingrab (Megalith) entdeckt. 1989 bis 1993 wurde in Wethmar ein größeres Gräberfeld (Bodendenkmal Friedhöfe) freigelegt und archäologisch untersucht. Gefunden wurden Brand- und Körpergräber, Schmuck und Waffen, die teilweise bis in die Römerzeit datieren. (s. Literatur)
Das spätere Kirchspiel Altlünen entstand als Zusammenschluss der drei Bauerschaften Alstedde, Nordlünen und Wethmar. Urkundlich erwähnt ist, dass das unweit gelegene Kloster Cappenberg bei der Gründung im Jahr 1122 Grundherr wurde. Der Bauernhof Schulze-Wethmar (Bio-Hof) wurde erstmals urkundlich 880/890 erwähnt.
1803 wurde Altlünen nach Auflösung des Hochstifts Münster, zu welchem es bis dahin gehört hatte, preußisch und dem Kreis Lüdinghausen als dessen südlichste Gemeinde angegliedert.
Nach Entdeckung reichhaltiger Vorkommen von Raseneisenerz im Lippetal gründete Caspar Diederich Wehrenbold 1826 die Gewerkschaft Eisenhütte Westfalia in Wethmar, die sich im Laufe der Geschichte zu einem weltweit bedeutenden Bergbauzulieferer entwickelte. 1899 wurden in Altlünen bei Probebohrungen größere Kohlelager entdeckt.
1946 fanden die ersten Gemeinderatswahlen nach Kriegsende statt.
Eine eigene Verwaltung besaß die Gemeinde Altlünen nie. Seit 1815 war die Amtsverwaltung in Bork für die Gemeinde zuständig. Erst am 1. Juli 1974 wurde in Altlünen eine Verwaltungsnebenstelle des Amtes eingerichtet.
Der von Wilhelm Löbbe, beschäftigt als Konstrukteur auf der Eisenhütte Westfalia in Wethmar, Ende der 1940er Jahre weiterentwickelte Kohlenhobel revolutionierte den Steinkohleabbau. 1950 hatte Altlünen 6252 Einwohner. Bestrebungen der Stadt Lünen, die Gemeinde Altlünen und den Borker Ortsteil Cappenberg anzugliedern, konnten sich seinerzeit nicht durchsetzen. Der Reit- und Fahrverein Altlünen e. V. wurde 1937, der Tennisverein Altlünen e. V. wurde 1956 gegründet. 1957 wurde das neuerrichtete, großzügige Freibad am Cappenberger See eröffnet und das Richtfest der „Freiherr-vom-Stein-Jugendherberge“ gefeiert. 1966 wurde der Übertagebetrieb auf Schacht V eingestellt. 1967 begann der Lehrbetrieb am Gymnasium Altlünen. Die – inzwischen geschlossene – ara-Schuhfabrik nahm ihre Arbeit auf. Im Gebiet des späteren Wohngebietes Brusenkamp I und II waren der Bau eines Rathauses und ein Ortszentrum für Altlünen vorgesehen.
1971 wurde Alfred Meermann (1928–2015) (CDU) zum letzten Altlüner Bürgermeister gewählt. 2014 schied er nach langjähriger Mitgliedschaft aus dem Rat der Stadt Lünen aus. In Anerkennung seiner Verdienste als Kommunalpolitiker wurde ihm 2016 posthum eine besondere Ehrung zuteil: Eine neue Straße an der Laakstraße in Nordlünen auf dem Gelände des ehemaligen Hallenbades wurde nach ihm benannt.
1972 erfolgte der erste Spatenstich für das inzwischen geschlossene Altlüner Hallenbad.
Bis zur kommunalen Gebietsreform in Nordrhein-Westfalen war die Gemeinde Altlünen eigenständig und gehörte neben Selm und Bork (mit Cappenberg) zum Amt Bork im Kreis Lüdinghausen. Am 1. Januar 1975 schloss sich Altlünen mit Lünen zusammen und wurde im Rahmen dieser Reform nach Lünen eingemeindet. Seitdem gibt es die selbständige Gemeinde Altlünen nicht mehr; doch ihr Name blieb durch § 6 des Gebietsänderungsvertrages vom 25. Mai 1973 zwischen der Stadt Lünen, der Gemeinde Altlünen und dem Amt Bork erhalten: „Die einzugliedernde Gemeinde Altlünen bildet einen Ortsteil der Stadt Lünen. Er erhält die Bezeichnung Ortsteil Altlünen. Im Rahmen der Straßenverkehrsbestimmungen wird die Stadt Lünen dafür Sorge tragen, dass die entsprechende Ortsbezeichnung verwendet wird.“ Heute treten bei Berichten und Publikationen überwiegend die Benennung der einzelnen Ortsteile Alstedde, Nordlünen und Wethmar an seine Stelle, jedoch führen u. a. das Gymnasium Altlünen, die Realschule Altlünen, der Reit- und Fahrverein Altlünen, der Tennisverein Altlünen, die Volksbank Altlünen und die SPD und die CDU weiterhin den gewachsenen, originären Namen „Altlünen“ in ihrer Bezeichnung, was die unmittelbare Nähe zum (angrenzenden) Münsterland erkennen lässt, zu dem es historisch gehört.
Die einige Jahre nach dem Zusammenschluss mit Altlünen durch die Stadt Lünen fälschlich praktizierte Umbenennung des Ortsteiles bzw. statistischen Bezirkes Nordlünen in Altlünen (was zu weiteren geographischen Missverständnissen führte) wurde nach Intervention eines Altlüner Bürgers durch Beschluss des Ausschusses für Stadtentwicklung am 6. Februar 2018 wieder korrigiert bzw. rückgängig gemacht.
Altlünen (insgesamt) hat sich nach der Eingemeindung zu einer bevorzugten und prosperierenden Wohnlage der Stadt Lünen entwickelt, was u. a. durch das Wohngebiet Lüner Heide und weitere bereits fertiggestellte bzw. noch in der Planung befindliche Baugebiete (Zur Alten Gärtnerei Bergkampstrasse, Bauerwartungsland am Parkplatz Cappenberger See, Umwandlung von ehemaligen Kleingärten/Grabeland in Bauland an der Grenzstraße, Am Diek West und Wethmar-Ost) zum Ausdruck kommt. Aber auch viele Baulücken wurden und werden geschlossen (Verdichtung). Die rasch wachsende Einwohnerzahl, besonders im OT Nordlünen, führt jedoch auch zu steigenden Verkehrs- und Parkproblemen, verbunden mit steigenden Grundstückspreisen.

### Einwohnerentwicklung
Altlünen hatte nach 1668 mit 198 Einwohnern und 1750 mit 421 Einwohnern die folgenden Einwohnerzahlen:
| Jahr | Einwohner | Quelle |
| ---- | --------- | ------ |
| 1800 | 0000.391  | [ 1 ]  |
| 1845 | 0000.915  | [ 1 ]  |
| 1900 | ca. 2.500 | [ 1 ]  |
| 1961 | 0011.778  | [ 2 ]  |
| 1970 | 0014.890  | [ 2 ]  |
| 1974 | 0015.496  | [ 3 ]  |
| 1987 | 0017.059  | [ 4 ]  |
| 2012 | 0020.874  |        |
| 2015 | 0021.122  |        |
| 2017 | 0020.977  |        |
| 2021 | 0020.522  | [ 5 ]  |

Einwohnerzahlen Altlünens nach Ortsteilen
| Jahr | Alstedde | Nordlünen | Wethmar |
| ---- | -------- | --------- | ------- |
| 1987 | 5870     | 7814      | 3375    |
| 2012 | 6687     | 9294      | 4893    |
| 2015 | 6510     | 9674      | 4938    |
| 2017 | 6542     | 9728      | 4707    |
| 2021 | 6363     | 9594      | 4565    |

Der Zuwachs beträgt seit der Eingemeindung nach Lünen (1975–2017) fast 6000 Einwohner bzw. plus ca. 35 %. Damit ist Altlünen als eine bevorzugte Wohngegend anzusehen. Gegenüber 1950 hat sich die Einwohnerzahl Altlünens bis 2017 fast vervierfacht.
In diesem Zusammenhang (Landschaftsfraß) ist für das gesamte Lünen (damals noch ohne Altlünen) eine bereits 1930 vom damaligen Stadtbaurat Emil Stränger erfolgte Aussage zur Bebauung bemerkenswert: "Im übrigen wird bei der Aufstellung des neuen Generalbebauungsplanes darauf Bedacht genommen werden, auf das ganze Stadtgebiet verteilt genügend kleinere Grünflächen und Grünstreifen vorzusehen, die der Bevölkerung genügend Gelegenheit zur Erholung bieten."

## Ehrenbürger
1969 wurde der ehemalige stellvertretende Bürgermeister Paul Böke (SPD) zum einzigen Ehrenbürger Altlünens ernannt. Nach ihm wurde später, nahe der ehemaligen Ara-Schuhfabrik, die Paul-Böke-Straße benannt.

## Religion
Die Bevölkerung Altlünens ist insgesamt mehrheitlich katholisch. Historisch gehört Altlünen zum katholischen Hochstift Münster. Nach dem Zweiten Weltkrieg kamen viele meist protestantische Flüchtlinge und Vertriebene aus den früheren deutschen Ostgebieten, so dass es seitdem in Altlünen auch größere evangelische Gemeinden gibt.